# Les Misérables (films, 1934)
Pour les articles homonymes, voir Les Misérables (homonymie).
Pour plus de détails, voir Fiche technique et Distribution.
Les Misérables est une série de trois films français de Raymond Bernard réalisés en 1933 et sortis en 1934.

## Synopsis
Adaptation du roman éponyme de Victor Hugo en trois films.

## Fiche technique
- Titre : Les Misérables
- Réalisation : Raymond Bernard
- Scénario : André Lang et Raymond Bernard
- Producteur : Raymond Borderie, pour Pathé-Nathan
- Photographie : Jules Kruger
- Musique : Arthur Honegger, dirigée par Maurice Jaubert
- Décors : Lucien Carré et Jean Perrier
- Premier film : Une tempête sous un crâne (101 minutes) - 09 février 1934
- Deuxième film : Les Thénardier (81 minutes) - 16 février 1934
- Troisième film : Liberté, liberté chérie (83 minutes) - 23 février 1934

## Distribution
- Harry Baur : Jean Valjean / M. Madeleine / Champmathieu / Fauchelevent
- Charles Vanel : Javert
- Florelle : Fantine, la mère de Cosette
- Josseline Gael : Cosette
- Jean Servais : Marius
- Orane Demazis : Éponine
- Charles Dullin : Thénardier
- Marguerite Moreno : la Thénardier
- Gaby Triquet : Cosette enfant
- Henry Krauss : Monseigneur Myriel, évêque de Digne
- Robert Vidalin : Enjolras
- Émile Genevois : Gavroche
- Raphaël Cailloux : le père Mabœuf
- Max Dearly : Monsieur Gillenormand, le grand-père de Marius
- Jane Lory : Chérubinette
- Charlotte Barbier-Krauss : Toussaint
- Ginette d'Yd : Sœur Simplice
- Marthe Mellot : Mlle Baptistine
- Pauline Carton : Mlle Gillenormand
- Irma Perrot : Mme Magloire
- Gilberte Savary : Éponine enfant
- Jacqueline Fermez : Azelma enfant
- Denise Mellot : Azelma
- Louis Kerly : Basque
- Pierre Piérade : Bamatabois
- Roland Armontel : Félix Tholomiès, père (à jamais inconnu) de Cosette
- Paul Azaïs : Grantaire
- Lucien Nat : Montparnasse
- Georges Mauloy : le président du tribunal d'Arras
- Albert Broquin : Chenildieu
- Pierre Ferval : le valet d'écurie
- Pierre Larquey : le secrétaire de M. Madeleine, maire de Montreuil
- Jean Marié de l'Isle : l'avocat général
- Jean d'Yd : le directeur de l'école

## Autour du film
- La dénomination de film pour chacune des parties figure explicitement aux génériques.
- Parmi les actrices pressenties, Danielle Darrieux[1] avait été approchée pour le rôle de Cosette, et Arletty[1] pour celui d'Éponine.
- Les scènes de barricades ont été tournées à Antibes avec une figuration entièrement niçoise[2].